# The First Chapter
The First Chapter es el primer álbum recopilatorio de la banda británica de rock gótico The Mission, publicado en 1987 por el sello Mercury Records.
Dentro del listado de canciones contiene los primeros dos sencillos lanzados de manera independiente; «Serpent's Kiss» y una versión extendida de «Garden of Delight», como también los covers de «Like a Hurricane» de Neil Young y «Dancing Barefoot» de Patti Smith. Para el mercado estadounidense la lista de canciones contenía dos versiones adicionales; «Tomorrow Never Knows» de The Beatles y «Wishing Well» de la banda Free. En 2007, Universal Music lo remasterizó con nueve pistas adicionales, de las cuales destacaron cuatro canciones en vivo grabadas en 1986.

## Lista de canciones

### Edición británica
Todas las canciones escritas por The Mission, a menos que se indique lo contrario.

| N.º | Título                                    | Escritor(es)           | Duración |  |
| 1.  | «Like a Hurricane» (cover de Neil Young)  | Neil Young             | 4:55     |  |
| 2.  | «Over the Hills and Far Away»             |                        | 3:56     |  |
| 3.  | «Naked and Savage»                        |                        | 4:46     |  |
| 4.  | «Serpent's Kiss»                          |                        | 4:15     |  |
| 5.  | «Dancing Barefoot» (cover de Patti Smith) | Ivan Král, Patti Smith | 3:05     |  |
| 6.  | «The Crystal Ocean» (versión extendida)   |                        | 7:35     |  |
| 7.  | «Garden of Delight» (versión extendida)   |                        | 5:00     |  |
| 8.  | «Wake (RSV)»                              |                        | 5:00     |  |
| 9.  | «Like a Hurricane» (versión extendida)    | Neil Young             | 7:05     |  |

### Edición estadounidense
| N.º | Título                                        | Escritor(es)                                                            | Duración |  |
| 1.  | «Tomorrow Never Knows» (cover de The Beatles) | John Lennon, Paul McCartney                                             | 3:30     |  |
| 2.  | «Over the Hills and Far Away»                 |                                                                         | 3:56     |  |
| 3.  | «Naked and Savage»                            |                                                                         | 4:46     |  |
| 4.  | «Serpent's Kiss»                              |                                                                         | 4:15     |  |
| 5.  | «Wake (RSV)»                                  |                                                                         | 5:00     |  |
| 6.  | «Like a Hurricane» (cover de Neil Young)      | Neil Young                                                              | 4:55     |  |
| 7.  | «Garden of Delight» (versión extendida)       |                                                                         | 5:00     |  |
| 8.  | «Wishing Well» (cover de Free)                | Paul Rodgers, Simon Kirke, John Bundrick, Jimmy Rodgers, Tetsu Yamauchi | 2:45     |  |
| 9.  | «Dancing Barefoot» (cover de Patti Smith)     | Ivan Král, Patti Smith                                                  | 3:05     |  |
| 10. | «The Crystal Ocean» (versión extendida)       |                                                                         | 7:35     |  |

## Músicos
- Wayne Hussey: voz y guitarra eléctrica
- Craig Adams: bajo
- Simon Hinkler: guitarra eléctrica
- Mick Brown: batería